# Zaprionus tenuirostris
Zaprionus tenuirostris är en tvåvingeart som först beskrevs av Oswald Duda 1925.  Zaprionus tenuirostris ingår i släktet Zaprionus och familjen daggflugor.
Artens utbredningsområde är Costa Rica. Inga underarter finns listade i Catalogue of Life.